# 2 Eskadra Lotnictwa Transportowo-Łącznikowego
2 Eskadra Lotnictwa Transportowo-Łącznikowego (2 eltł) – pododdział Wojsk Lotniczych.

## Formowanie
1 kwietnia 1999 roku na bazie 2 eskadry lotniczej w 2 Bazie Lotniczej w Bydgoszczy sformowana została 2 Eskadra Lotnictwa Transportowo-Łącznikowego.
W kwietniu 2007 roku eskadra została podporządkowana 3 Brygadzie Lotnictwa Transportowego.
W 2009 eskadra została rozformowana.

## Dowódcy eskadry
- ppłk pil. Tadeusz Mazur (1999 - 2006)
- ppłk pil. Roman Farian (2006 - 2008)
- ppłk pil. Sławomir Kućmaja (2008 - 2010)